# Mussaenda grandifolia
Mussaenda grandifolia är en måreväxtart som beskrevs av Adolph Daniel Edward Elmer. Mussaenda grandifolia ingår i släktet Mussaenda och familjen måreväxter. Inga underarter finns listade i Catalogue of Life.